# Amalafrida
Amalafrida, também referida como Amalafrig(i)da na fragmentada crônica de Anônimo Valesiano, foi uma nobre gótica dos séculos V e VI, ativa no Reino Ostrogótico e no Reino Vândalo.

## Vida

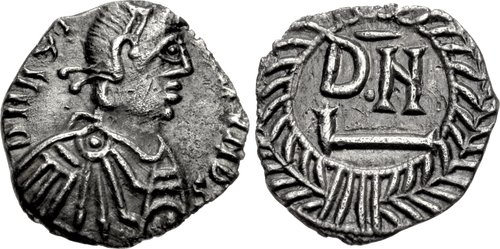
Denário de Trasamundo r.

Amalafrida era filha do rei ostrogótico Teodomiro (r. 465–474) com sua esposa Ereleuva e era irmã do futuro rei Teodorico, o Grande (r. 474–526). Apesar de sua primeira citação pelo nome ser posterior, os historiadores suspeitam que Amalafrida seja a irmã de nome desconhecido de Teodorico que estava em companhia da imperatriz bizantina Ariadne (r. 474–515) nos últimos anos do século V. Ela teria sido enviada para Constantinopla pelo imperador Zenão (r. 474–475; 476–491) para evitar que seu irmão atacasse a capital imperial.
Sabe-se que por esta época Amalafrida era casada com um homem de nome desconhecido com quem teve o futuro rei Teodato (r. 534–536) e sua irmã Amalaberga. Com a morte de seu marido em 500, Teodorico arranjou uma aliança mediante matrimônio com o rei vândalo Trasamundo (r. 496–523). Ela dirigiu-se para a capital vândala Cartago com um grande dote, bem como alegadas 1 000 nobres e 5 000 tropas góticas. Com a morte de Trasamundo em 523, o sucessor dele Hilderico (r. 523–530) emitiu ordens para o retorno de todos os bispos católicos do exílio, inclusive Bonifácio, um declarado ortodoxo da igreja cristã africana.
Em resposta, Amalafrida chefiou um partido de revolta. Convocou os mouros e dirigiu-se para Bizácio. Um confronto armado ocorreu próximo a Capsa, cerca de 480 km ao sul da capital, na borda do deserto da Líbia. A rainha foi capturada, seu partido foi derrotado e suas tropas góticas foram destruídas. Ela morreria em cativeiro, embora a data seja desconhecida. Sabe-se, no entanto, que por 527, já havia morrido.